# James Hersey
James Hersey (* 15. Juli 1988 in Gmunden) ist ein in Wien lebender österreichisch-US-amerikanischer Musiker, der sich musikalisch im Bereich Elektropop ansiedeln lässt.

## Leben
2013 war er für den FM4 Award, der im Rahmen des Amadeus Austrian Music Award verliehen wird, nominiert. 2014 folgte seine erste eigene Tournee, bei der er auch in Deutschland auftrat.
Mit der Single How Hard I Try (in Zusammenarbeit mit dem Musikproduzenten Filous) stieg er 2015 erstmals in die Ö3 Austria Top 40 und in die deutschen Charts ein. Mit einer von Dillon Francis und Kygo neu produzierten Version seines Songs Coming Over, stieg er im Juni 2016 bis auf Platz 1 der US-amerikanischen Billboard Dance Club Songs. Im November 2016 stieg er mit der Single Miss You erneut in die österreichischen und deutschen Charts ein. Diese wurde im April 2017 in Italien mit Gold ausgezeichnet, im Juni erreichte sie in Kanada ebenfalls Goldstatus.

## Diskografie

### Alben
- 2015: Clarity
- 2019: Innerverse

### EPs
- 2011: James Hersey
- 2017: Pages

### Mixtapes
- 2012: Twelve

### Singles
- 2011: Stand Up for You
- 2011: It Ain’t Over
- 2012: All I Want
- 2012: Forever Yours
- 2013: High Five
- 2014: Juliet
- 2014: Don’t Say Maybe
- 2015: What I’ve Done
- 2015: Coming Over (filous Remix)
- 2015: How Hard I Try (mit filous)
- 2016: Miss You
- 2018: Real For You
- 2018: Let Go (feat. filous)
- 2019: My People (mit Jeremy Loops)
- 2019: Hands on Me (mit Eli)
- 2020: Forget (About Everyone Else)

### Gastbeiträge
- 2016: Coming Over (Dillon Francis & Kygo feat. James Hersey)

## Auszeichnungen für Musikverkäufe
| Goldene Schallplatte - Italien - 2017: für die Single Miss You - Kanada - 2017: für die Single Miss You - Vereinigte Staaten - 2018: für die Single Coming Over |

| Land/RegionAuszeichnungen für Musikverkäufe (Land/Region, Auszeichnungen, Verkäufe, Quellen) | Gold     | Platin | Verkäufe | Quellen         |
| -------------------------------------------------------------------------------------------- | -------- | ------ | -------- | --------------- |
| Italien (FIMI)                                                                               | Gold1    | —      | 25.000   | fimi.it         |
| Kanada (MC)                                                                                  | Gold1    | —      | 40.000   | musiccanada.com |
| Vereinigte Staaten (RIAA)                                                                    | Gold1    | —      | 500.000  | riaa.com        |
| Insgesamt                                                                                    | 3× Gold3 | —      |          |                 |